# Криничная, Неонила Артёмовна
Неони́ла Артёмовна Крини́чная (22 ноября 1938 — 5 мая 2019) — российский фольклорист. Доктор филологических наук (1991), заслуженный деятель науки Республики Карелия, заслуженный деятель науки РФ, исследователь преданий и мифологических рассказов. Заведующая Сектором фольклора Института языка, литературы и истории Карельского научного центра РАН.
Основные направления научных исследований: исследование несказочной прозы (преданий и мифологических рассказов).

## Биография
Неонила Артёмовна родилась 22 ноября 1938 года в городе Жлобин Гомельской области (Белорусская ССР).
Окончила в 1956 году среднюю школу в городе Малорита.
В 1961 году окончила филологический факультет ЛГУ, где занималась фольклором в семинаре профессора В. Я. Проппа.
После окончания университета, в 1961—1964 годах, преподавала русский язык и литературу в средней школе Красногорска.
В 1964—1967 годах — в аспирантуре при Петрозаводском государственном университете. В 1970 году защитила кандидатскую («Народные исторические песни Московской Руси начала XVII столетия»), в 1991 году — докторскую диссертацию («Русская народная историческая проза: Вопросы генезиса и структуры»).
В Институте языка, литературы и истории Карельского научного центра РАН с 1969 года. В 1983—1994, в 1998—2009 годах — заведующая сектором фольклора.
Скончалась после продолжительной болезни.
Семья
Муж — писатель-фольклорист Виктор Иванович Пулькин (1941—2008), двое сыновей.

## Основные работы
Опубликовано более 200 научных работ, в том числе:
- Народные исторические песни начала XVII в. Л., 1974;
- Северные предания: Беломорско-Обонежский регион / Издание подготовила Н. А. Криничная; Отв. ред. С. Н. Азбелев; Карельский филиал Института языка, литературы и истории АН СССР. — Л.: Наука. Ленингр. отд-ние, 1978. — 256 с. — 9500 экз.
- Русская народная историческая проза: Вопросы генезиса и структуры. Л., 1987;
- Персонажи преданий: становление и эволюция образа. Л., 1988;
- Легенды. Предания. Бывальщины / сост. Н. А. Криничная; рец. С. Н. Азбелев. — М.: Современник, 1989. — 286, [2] с.: ил. — (Классическая библиотека «Современника»). — Библиография в подстрочных примечаниях. — 200 000 экз. — ISBN 5-270-00456-9
- Указатель типов, мотивов и элементов преданий. П., 1990;
- Предания Русского Севера. СПб, 1991.
- Русская народная мифологическая проза: Истоки и полисемантизм образов. В 3-х т. СПб., 2001.Т.1; П., 2000.Т.2.
- Русская мифология: Мир образов фольклора. М.: Академический проект, 2004.
- Крестьянин и природная среда в свете мифологии. Былички, бывальщины и поверья Русского Севера: Исследования. Тексты. Комментарии. М., 2011.

## Награды и премии
Почётные звания:
- Заслуженный деятель науки Республики Карелия
- Заслуженный деятель науки РФ

Награды:
- Почетная грамота СМ КАССР
- Почетная грамота Министерства культуры КАССР
- Почетная грамота Президиума КарНЦ РАН
- Почетный знак Всерос. общества охраны памятников истории и культуры
- Медаль «Ветеран труда»
- Почетная грамота Республики Карелия (2008)